# 格林瓦利鎮區 (內布拉斯加州霍爾特縣)
格林瓦利鎮區（英語：Green Valley Township）是位於美國內布拉斯加州霍爾特縣的一個行政鎮區。

## 地方資料
格林瓦利鎮區的面積為183.29平方千米，當中陸地面積為182.64平方千米，而水域面積為0.65平方千米。根據2020年美國人口普查的數據，當地共有人口71人，而人口密度為每平方千米0.39人。